# Lindholmen slot
 Denne artikel omhandler slottet Lindholm. Opslagsordet har også en anden betydning, se Lindholm.
Lindholmen (før 1658 dansk: Lindholm) var et slot i Bare herred ved Börringesjön (dansk: Børringesøen) i det sydvestlige Skåne.
Lindholm blev i 1339 givet til kong Magnus Eriksson. Senere kom Lindholm og hele egnen til den danske krone, og slottet nævnes i den følgende tid som et af de vigtigste i Skåne.
På slottet holdt dronning Margrethe 1. kong Albrecht af Mecklenburg og hans søn Erik fanget i 6 år til de blev frigivet i forbindelse med et møde på Lindholm Slot den 17. juni 1395, hvor der blev sluttet en fred, der gik forud for de aldrig afsluttede forhandlinger om Kalmarunionen to år senere. 
Admiral Jens Holgersen Ulfstand havde fra 1486 Lindholm Slot i forlening. Da Skåne blev svensk i 1658, var Lindholm stadig krongods.
Tæt ved slotsruinen på en halvø i Börringesös nordlige del ligger Dronning Margrethe Vold. 

## Galleri
- Lindholmen slotsruin
- Rekonstruktion af Lindholm Slot

55°29′49″N 13°17′54″Ø / 55.49694°N 13.29833°Ø